# Giuseppe Fenaroli Avogadro
Giuseppe Fenaroli Avogadro (Brescia, 24 marzo 1760 – Rudiano, 26 gennaio 1825) è stato un politico italiano, amico di Napoleone Bonaparte.

## Biografia

### Le origini e gli studi
Figlio del conte Bartolomeo Fenaroli e della contessa Paola Avogadro, frequentò con il fratello Girolamo il "Casino de' Buoni amici", circolo di giovani nobili bresciani giacobini. Nel 1796 viene inviato come delegato della propria municipalità a Verona presso il provveditore generale Foscarini. Nel luglio i Fenaroli Avogadro ospitarono a Brescia Napoleone Bonaparte insieme alla consorte Giuseppina. La contessa Paola accordò all'illustre ospite un prestito che Napoleone non dimenticò.
Nel 1797 risulta tra i capi degli insorti della rivolta di Brescia ed entrò a far parte del governo provvisorio bresciano svolgendo un'azione diplomatica, nei nove mesi della repubblica, con il Bonaparte. Il 30 settembre inviò alle autorità bresciane una lettera in cui rassicurava che il Bonaparte aveva scritto al direttorio cisalpino per l'unione di Brescia e Mantova alla Repubblica Bresciana, che sarebbe altrimenti scomparsa tramite il trattato di Campoformio. Il 21 novembre si reca con altri nobili bresciani dal Bonaparte a Milano per definire l'unione di tale repubblica con la Repubblica Cisalpina. Il governo bresciano lo elesse quindi tra i rappresentanti del corpo legislativo della Cisalpina e Napoleone confermò tale incarico nominandolo primo presidente dell'Assemblea degli junori.

### La discesa di Napoleone in Italia

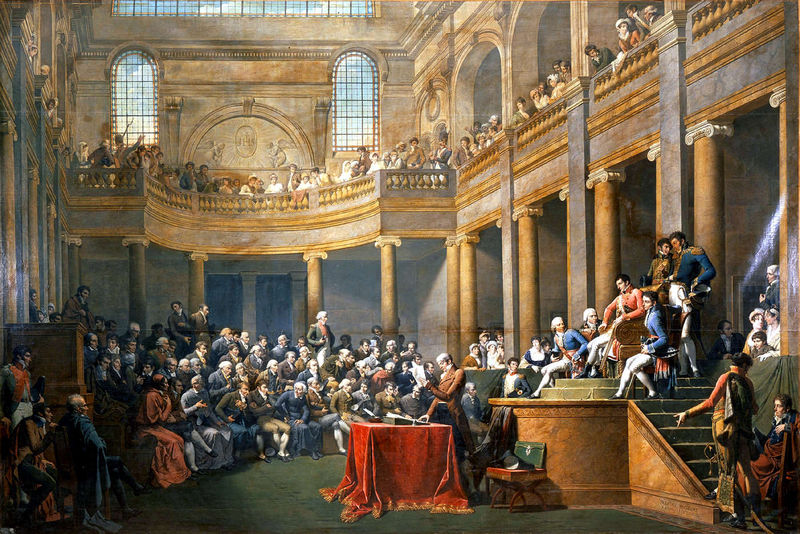
Consulta di stato della repubblica cisalpina in
cui il Fenaroli era presente come rappresentante del dipartimento della Mella

Nell'aprile del 1798 si oppose al trattato di alleanza con la Francia, fu quindi espulso attraverso il provvedimento del generale Charles Victoire Emmanuel Leclerc e posto sotto sorveglianza con l'obbligo di risiedere a Brescia e Rudiano.
Nell'aprile 1801, successivamente alla Battaglia di Marengo fu incaricato di recarsi a Parigi, con i generali Pino e Oriani, per esprimere a Napoleone la gratitudine Bresciana per la seconda Cisalpina e il Trattato di Lunéville . Nell'inverno fu inviato a Lione per partecipare alla Consulta Straordinaria Cisalpina, di cui fu nominato membro in rappresentanza del Dipartimento della Mella, al suo arrivo il Bonaparte manifestò al Fenaroli una calorosa benevolenza. Venne nominato membro della Commissione dei trenta ed eletto Napoleone presidente della Repubblica Italiana fu ricompensato con la nomina a membro della Consulta di Stato. La firma del Fenaroli compare, insieme con quella degli altri colleghi della Consulta, in calce al progetto di costituzione del Regno d'Italia presentato dal conte Francesco Melzi d'Eril il 29 maggio 1804..

### Regno d'Italia
Il Bonaparte nutriva molta stima del Fenaroli: il 17 marzo partecipava alla cerimonia delle Tuileries e durante l'Incoronazione di Napoleone Re d'Italia, avventura il 26 maggio 1805 nel duomo di Milano, il Fenaroli ebbe l'onore di portare nel corteo lo scettro di Carlo Magno.. Venne successivamente insignito dal Bonaparte della Legion d'Onore e nominato nel 1805 gran Maggiordomo Maggiore (9 maggio 1805-1814), membro del consiglio di stato (9 maggio 1805- 19 febbraio 1814), Gran Dignitario dell'Ordine della Corona Ferrea (1806) e conte del regno (12 aprile 1809). Il Fenaroli divenne anche un membro dell'alta amministrazione di Milano, avendo buona confidenza con il viceré Eugenio di Beauharnais, spesso suo ospite a Brescia insieme al Bonaparte durante i suoi viaggi in Italia. Successivamente la caduta di Napoleone ottenne da Francesco II d'Asburgo-Lorena l'onore di mantenere il titolo di Gran Dignitario della corona ferrea anche sotto dominio austriaco..
Massone, l'11 dicembre 1806 fu tra i fondatori della loggia di Brescia Amalia Augusta.
Morì a Rudiano nel gennaio del 1825.

## Ascendenza
|                     |                   |                               | Genitori                         |  |  | Nonni                 |  |  | Bisnonni            |  |
|                     |                   |                               |                                  |  |  | Gio. Antonio Fenaroli |  |  | Bartolomeo Fenaroli |  |
|                     |                   |                               |                                  |  |  | Gio. Antonio Fenaroli |  |  | Bartolomeo Fenaroli |  |
|                     |                   | Fulvia Martinengo Cesaresco   |                                  |  |  | Gio. Antonio Fenaroli |  |  |                     |  |
| Bartolomeo Fenaroli |                   |                               |                                  |  |  | Gio. Antonio Fenaroli |  |  |                     |  |
|                     |                   | Margherita Sanvitali di Parma | Luigi Sanvitali di Parma         |  |  |                       |  |  |                     |  |
|                     |                   | Margherita Sanvitali di Parma | Luigi Sanvitali di Parma         |  |  |                       |  |  |                     |  |
|                     |                   | Margherita Sanvitali di Parma | Corona Avogadro                  |  |  |                       |  |  |                     |  |
| Giuseppe            |                   | Margherita Sanvitali di Parma |                                  |  |  |                       |  |  |                     |  |
|                     | Gerolamo Avogadro | Scipione Avogadro             |                                  |  |  |                       |  |  |                     |  |
|                     | Gerolamo Avogadro | Scipione Avogadro             |                                  |  |  |                       |  |  |                     |  |
|                     | Gerolamo Avogadro | Paola Martinengo delle Palle  |                                  |  |  |                       |  |  |                     |  |
| Paola Avogadro      | Gerolamo Avogadro |                               |                                  |  |  |                       |  |  |                     |  |
|                     |                   | Clara Melzi di Magenta        | Sforza Ludovico Melzi di Magenta |  |  |                       |  |  |                     |  |
|                     |                   | Clara Melzi di Magenta        | Sforza Ludovico Melzi di Magenta |  |  |                       |  |  |                     |  |
|                     |                   | Clara Melzi di Magenta        | Paola dei Principi Rasini        |  |  |                       |  |  |                     |  |
|                     |                   | Clara Melzi di Magenta        |                                  |  |  |                       |  |  |                     |  |

.

## Araldica
| Stemma | Descrizione                                                        | Blasonatura |
|        | Giuseppe Fenaroli Avogadro Conte di Brescia                        | Di rosso ad una banda d'argento, col capo d'oro caricato di un'aquila di nero al volo spiegato coronata del campo . |
| \| \|  | Giuseppe Fenaroli Avogadro Conte del Regno (LL.PP. 12 aprile 1809) | Écartelé : au 1, de sinople chargé d'un chevron abaissé d'or, surmonté de cinq étoiles du même, 3 et 2 (Comte grands officiers de la Couronne) ; au 2, de gueules à un bâton de commandement de sable herminé et cerclé d'or ; au 3, de gueules à un foyer à flamme ondoyante d'argent ; au 4, palé d'argent et d'azur.1,2 |
|        |                                                                    | |